# Heinrich von Oranien-Nassau

Prinz Heinrich von Oranien-Nassau

Wilhelm Friedrich Heinrich von Oranien-Nassau (* 13. Juni 1820 in Soestdijk; † 13. Januar 1879 in Walferdingen), Prinz von Oranien-Nassau, Prinz der Niederlande, genannt der Seefahrer, war der dritte Sohn des Königs Wilhelm II. der Niederlande und seiner Gemahlin Anna Pawlowna.

## Leben
Heinrich trat als Offizier in die Marine ein.  Im Jahr 1837 besuchte er Niederländisch-Ostindien und blieb dort sieben Monate lang. Er war später Admiralleutnant der Niederländischen Flotte.
Er wurde nach dem Tod seines Vaters 1849 von seinem Bruder Wilhelm III. am 5. Februar 1850 zum Statthalter des Großherzogtums Luxemburg ernannt, das Amt hatte er bis zu seinem Tod inne. Während seiner Amtszeit arbeitete er mit der Regierung zusammen, um den reaktionären Staatsstreich von 1856 gegen das Parlament auf den Weg zu bringen, der die Macht der Monarchie und der Exekutive festigte und die Verfassung von 1848 am 27. November 1856 auf verfassungswidrigem Wege änderte. Die meisten Änderungen wurden jedoch durch die neue Verfassung von 1868 wieder rückgängig gemacht, die nach der Luxemburg-Krise von 1867 erlassen wurde, in der die niederländische Krone versuchte, das Großherzogtum an Frankreich zu verkaufen.
Er vermählte sich am 19. Mai 1853 mit der Prinzessin Amalia von Sachsen-Weimar-Eisenach (1830–1872), Tochter des Herzogs Karl Bernhard von Sachsen-Weimar-Eisenach. Am 24. August 1878 ging er eine zweite Ehe mit der Prinzessin Marie von Preußen (1855–1888), der ältesten Tochter des Prinzen Friedrich Karl, ein. Der Grund war das drohende Ende der Dynastie Oranien-Nassau, denn der König hatte keine verheirateten Söhne. Beide Ehen blieben kinderlos. Heinrich hatte jedoch einen unehelichen Sohn, Elmer Philipp Ladislas zu Istein (1877–1904).
Heinrich starb 1879 in seiner luxemburgischen Residenz Schloss Walferdingen an den Masern.

## Ehrungen
Er erhielt die folgenden Orden und Ehrenzeichen:
- Niederlande: Großkreuz des Ordens vom Niederländischen Löwen
- Luxemburg: Großkreuz des Ordens der Eichenkrone
- Russisches Reich: Ritter des Ordens des Heiligen Andreas des Erstberufenen, 10. Juni 1834
- Königreich Preußen: Ritter des Schwarzen Adlerordens, 8. Februar 1842
- Sachsen-Weimar-Eisenach: Großkreuz des Ordens vom Weißen Falken, 4. Februar 1845
- Württemberg: Großkreuz des Ordens der Württembergischen Krone, 1849
- Schweden-Norwegen: Ritter des Königlichen Seraphinenordens, 23. Februar 1850
- Großkreuz des Herzoglich Sächsisch-Ernestinischen Hausordens, Juni 1853
- Nassau: Großkreuz des Militär- und Zivildienst-Orden Adolphs von Nassau mit Schwertern, Juni 1858
- Kurfürstentum Hessen: Ritter des Hausordens vom Goldenen Löwen, 12. September 1859
- Oldenburg: Großkreuz des Oldenburgischen Haus- und Verdienstordens des Herzogs Peter Friedrich Ludwig, mit Goldener Krone, 24. Februar 1878
- Belgien: Großer Kordon des Leopoldorden (militärisch), 25. März 1878[4]
- Ehrenbürger der Stadt Trier: 1875

## Galerie

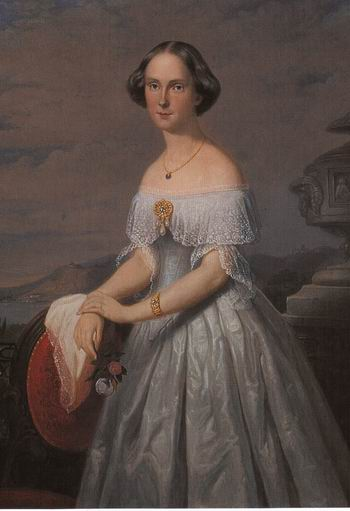
Prinzessin Amalia von Sachsen-Weimar-Eisenach, spätere Prinzessin von Oranien-Nassau
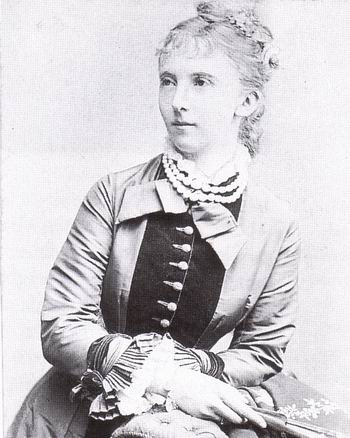
Prinzessin Marie von Preußen, spätere Prinzessin von Oranien-Nassau